# Morti nel 2011/Settembre
| Questa pagina contiene informazioni ricavate automaticamente dalle voci biografiche con l'ausilio del template Bio e di un bot. L'aggiornamento è periodico e automatico e ricostruisce completamente la pagina. Se manca una persona in questa lista, sei pregato di non aggiungerla, ma accertati piuttosto che la sua voce biografica contenga il template Bio e che i dati anagrafici siano correttamente compilati. Se il template Bio manca, inseriscilo tu stesso o, in alternativa, metti l'avviso {{tmp\|Bio}} che ne segnala la mancanza. Se i dati riportati sono sbagliati, correggi direttamente la voce biografica; le modifiche saranno visibili in questa lista entro pochi giorni. Per chiarimenti vedi il progetto biografie. La lista contiene solo le 170 persone che sono citate nell'enciclopedia e per le quali è stato implementato correttamente il template Bio. Pagina aggiornata al 18 ago 2025. |

- 1º settembre - Mark Blackburn, numismatico britannico (n. 1953)
- 1º settembre - Gianfranco Chiavacci, artista italiano (n. 1936)
- 1º settembre - Alberto Mario Cirese, antropologo italiano (n. 1921)
- 1º settembre - Tony Hapgood, calciatore inglese (n. 1930)
- 1º settembre - Aride Rossi, sindacalista e politico italiano (n. 1922)
- 1º settembre - Giulio Ruffini, artista e pittore italiano (n. 1921)
- 1º settembre - Mauro Zambuto, doppiatore italiano (n. 1918)
- 2 settembre - Lennart Magnusson, schermidore svedese (n. 1924)
- 2 settembre - Alfonso Maierù, storico della filosofia italiano (n. 1939)
- 3 settembre - Franco Balestra, pallonista italiano (n. 1924)
- 3 settembre - Renato Barisani, scultore e pittore italiano (n. 1918)
- 3 settembre - Massimiliano Chiamenti, saggista, traduttore e poeta italiano (n. 1967)
- 3 settembre - Andrzej Maria Deskur, cardinale e arcivescovo cattolico polacco (n. 1924)
- 3 settembre - Finn Helgesen, pattinatore di velocità su ghiaccio norvegese (n. 1919)
- 3 settembre - Sándor Képíró, militare ungherese (n. 1914)
- 3 settembre - Giorgina Arian Levi, politica e scrittrice italiana (n. 1910)
- 3 settembre - Gianfranco Occhipinti, politico italiano (n. 1948)
- 3 settembre - Julio Casas Regueiro, generale e politico cubano (n. 1936)
- 3 settembre - Giuseppe Russo, politico italiano (n. 1936)
- 4 settembre - Angioletta Coradini, astrofisica italiana (n. 1946)
- 4 settembre - Hilde Heltberg, cantante norvegese (n. 1959)
- 4 settembre - Lukas Hottinger, paleontologo, geologo e biologo svizzero (n. 1933)
- 4 settembre - Bill Kunkel, grafico e giornalista statunitense (n. 1950)
- 4 settembre - Mino Martinazzoli, politico italiano (n. 1931)
- 4 settembre - Lee Roy Selmon, giocatore di football americano statunitense (n. 1954)
- 4 settembre - 'A'isha del Marocco, principessa e ambasciatrice marocchina (n. 1930)
- 5 settembre - Seraphino Antao, velocista keniota (n. 1937)
- 5 settembre - Robert Ballaman, calciatore svizzero (n. 1926)
- 5 settembre - Francisco Caballer, hockeista su prato spagnolo (n. 1932)
- 5 settembre - Marcello Ciorciolini, sceneggiatore, regista e autore televisivo italiano (n. 1922)
- 5 settembre - Salvatore Licitra, tenore italiano (n. 1968)
- 5 settembre - Vann Nath, disegnatore e scrittore cambogiano (n. 1946)
- 5 settembre - Bobby Rhine, calciatore statunitense (n. 1976)
- 6 settembre - Hans Apel, economista e politico tedesco (n. 1932)
- 6 settembre - Michael Hart, informatico, scrittore e attivista statunitense (n. 1947)
- 6 settembre - Julio Maceiras, calciatore uruguaiano (n. 1926)
- 6 settembre - Janusz Morgenstern, regista e produttore cinematografico polacco (n. 1922)
- 6 settembre - Franco Potenza, compositore, musicologo e direttore d'orchestra italiano (n. 1922)
- 6 settembre - Masanori Sanada, calciatore giapponese (n. 1968)
- 6 settembre - Felice d'Asburgo-Lorena, principe austriaco (n. 1916)
- 7 settembre - Vitalij Anikeenko, hockeista su ghiaccio russo (n. 1987)
- 7 settembre - Sjarhei Astapčuk, hockeista su ghiaccio bielorusso (n. 1990)
- 7 settembre - Michail Balandin, hockeista su ghiaccio russo (n. 1980)
- 7 settembre - Gennadij Čurilov, hockeista su ghiaccio russo (n. 1987)
- 7 settembre - Pavol Demitra, hockeista su ghiaccio slovacco (n. 1974)
- 7 settembre - Robert Dietrich, hockeista su ghiaccio tedesco (n. 1986)
- 7 settembre - Salvo Fundarotto, fotoreporter italiano (n. 1955)
- 7 settembre - Nedim Günar, calciatore turco (n. 1932)
- 7 settembre - Artëm Jarčuk, hockeista su ghiaccio russo (n. 1990)
- 7 settembre - Aleksandr Karpovcev, hockeista su ghiaccio russo (n. 1970)
- 7 settembre - Andrej Kirjuchin, hockeista su ghiaccio russo (n. 1987)
- 7 settembre - Nikita Kljukin, hockeista su ghiaccio russo (n. 1989)
- 7 settembre - Stefan Liv, hockeista su ghiaccio svedese (n. 1980)
- 7 settembre - Jan Marek, hockeista su ghiaccio ceco (n. 1979)
- 7 settembre - Brad McCrimmon, allenatore di hockey su ghiaccio e hockeista su ghiaccio canadese (n. 1959)
- 7 settembre - Karel Rachůnek, hockeista su ghiaccio ceco (n. 1979)
- 7 settembre - Ruslan Salej, hockeista su ghiaccio bielorusso (n. 1974)
- 7 settembre - Kārlis Skrastiņš, hockeista su ghiaccio lettone (n. 1974)
- 7 settembre - Pavel Snurnicyn, hockeista su ghiaccio russo (n. 1992)
- 7 settembre - Daniil Sobčenko, hockeista su ghiaccio ucraino (n. 1991)
- 7 settembre - Maksim Šuvalov, hockeista su ghiaccio russo (n. 1993)
- 7 settembre - Ivan Tkačenko, hockeista su ghiaccio russo (n. 1979)
- 7 settembre - Pavel Trachanov, hockeista su ghiaccio russo (n. 1978)
- 7 settembre - Nadežda Viktorovna Trojan, militare sovietica (n. 1921)
- 7 settembre - Jurij Uryčev, hockeista su ghiaccio russo (n. 1991)
- 7 settembre - Gabriel Valdés, politico cileno (n. 1919)
- 7 settembre - Josef Vašíček, hockeista su ghiaccio ceco (n. 1980)
- 7 settembre - Aleksandr Vasjunov, hockeista su ghiaccio russo (n. 1988)
- 8 settembre - Mircea Chivulescu, cestista rumeno (n. 1944)
- 8 settembre - Võ Chí Công, politico vietnamita (n. 1912)
- 9 settembre - Giulio Castelli, calciatore italiano (n. 1925)
- 9 settembre - Ludwig Chicken, alpinista e medico austriaco (n. 1915)
- 9 settembre - Laurie Hughes, calciatore inglese (n. 1924)
- 9 settembre - Renato Prada Oropeza, scrittore e critico letterario messicano (n. 1937)
- 9 settembre - James Rosenau, politologo statunitense (n. 1924)
- 9 settembre - Valentino von Braitenberg, medico italiano (n. 1926)
- 10 settembre - Cliff Robertson, attore statunitense (n. 1923)
- 11 settembre - Michel-Paul Giroud, illustratore francese (n. 1933)
- 11 settembre - Gino Latilla, cantante italiano (n. 1924)
- 11 settembre - Andy Whitfield, attore e modello britannico (n. 1971)
- 12 settembre - Rasso di Baviera, nobile tedesco (n. 1926)
- 12 settembre - Aleksandr Galimov, hockeista su ghiaccio russo (n. 1985)
- 13 settembre - Walter Bonatti, alpinista, esploratore e giornalista italiano (n. 1930)
- 13 settembre - John Calley, produttore cinematografico statunitense (n. 1930)
- 13 settembre - DJ Mehdi, disc jockey e produttore discografico francese (n. 1977)
- 13 settembre - Richard Hamilton, pittore britannico (n. 1922)
- 13 settembre - Adel Sabri, cestista e allenatore di pallacanestro egiziano (n. 1935)
- 13 settembre - Alice Vollenweider, scrittrice e traduttrice svizzera (n. 1927)
- 14 settembre - Pierina Bonilauri, partigiana italiana (n. 1918)
- 14 settembre - Lewis Brown, cestista statunitense (n. 1955)
- 14 settembre - Gilles Chaillet, fumettista francese (n. 1946)
- 14 settembre - Jorge Lavat, attore messicano (n. 1933)
- 14 settembre - Rudolf Ludwig Mössbauer, fisico tedesco (n. 1929)
- 14 settembre - Malcolm Wallop, politico statunitense (n. 1933)
- 14 settembre - Giancarlo Zizola, giornalista e scrittore italiano (n. 1936)
- 15 settembre - Frances Bay, attrice canadese (n. 1919)
- 15 settembre - José Manuel Rodríguez Delgado, docente e neurofisiologo spagnolo (n. 1915)
- 15 settembre - Otakar Vávra, regista, sceneggiatore e insegnante ceco (n. 1911)
- 16 settembre - Dave Gavitt, cestista, allenatore di pallacanestro e dirigente sportivo statunitense (n. 1937)
- 16 settembre - Ian Kemp, musicologo inglese (n. 1931)
- 16 settembre - Kara Kennedy, filantropa e produttrice televisiva statunitense (n. 1960)
- 16 settembre - Lucien Jerphagnon, storico e filosofo francese (n. 1921)
- 16 settembre - Vanni Materassi, attore italiano (n. 1932)
- 16 settembre - Willie "Big Eyes" Smith, cantante statunitense (n. 1936)
- 17 settembre - Ugo Benassi, politico italiano (n. 1928)
- 17 settembre - Faidōn Matthaiou, canottiere, cestista e allenatore di pallacanestro greco (n. 1924)
- 17 settembre - Kurt Sanderling, direttore d'orchestra tedesco (n. 1912)
- 17 settembre - Ferenc Szojka, calciatore ungherese (n. 1931)
- 17 settembre - Daniele Tei, generale italiano (n. 1946)
- 18 settembre - Bernard Collomb, pilota automobilistico francese (n. 1930)
- 18 settembre - Jamey Rodemeyer, youtuber e attivista statunitense (n. 1997)
- 18 settembre - René Schneider, calciatore svizzero (n. 1936)
- 19 settembre - Pepi Morgia, regista e designer italiano (n. 1950)
- 19 settembre - George Cadle Price, politico beliziano (n. 1919)
- 20 settembre - Arvid Andersson, sollevatore svedese (n. 1919)
- 20 settembre - Oscar Handlin, storico statunitense (n. 1915)
- 20 settembre - Aleksej Mamykin, allenatore di calcio e calciatore sovietico (n. 1936)
- 20 settembre - Lidia Martini, partigiana italiana (n. 1921)
- 20 settembre - Burhanuddin Rabbani, politico afghano (n. 1940)
- 20 settembre - Gaby Stenberg, attrice svedese (n. 1923)
- 21 settembre - Marcel Bitsch, compositore, musicologo e insegnante francese (n. 1921)
- 21 settembre - Troy Davis, assassino statunitense (n. 1968)
- 21 settembre - Paulette Dubost, attrice francese (n. 1910)
- 21 settembre - Enzo Erra, politico, giornalista e saggista italiano (n. 1926)
- 21 settembre - Ben Feleo, regista, sceneggiatore e produttore cinematografico filippino (n. 1926)
- 21 settembre - Mickey Rottner, cestista statunitense (n. 1919)
- 21 settembre - Emanuele Tuccari, giurista e politico italiano (n. 1920)
- 22 settembre - Jonathan Cecil, attore, doppiatore e giornalista britannico (n. 1939)
- 22 settembre - John Du Cann, chitarrista e cantante britannico (n. 1946)
- 22 settembre - Mansoor Ali Khan Pataudi, crickettista indiano (n. 1941)
- 22 settembre - Aristides Pereira, politico capoverdiano (n. 1923)
- 22 settembre - Knut Steen, scultore norvegese (n. 1924)
- 23 settembre - Alice Franz, attrice e doppiatrice tedesca (n. 1912)
- 23 settembre - Luciano Galbo, ciclista su strada italiano (n. 1943)
- 23 settembre - Joseph Trịnh Chính Trực, vescovo cattolico vietnamita (n. 1925)
- 24 settembre - Surinder Kapoor, produttore cinematografico indiano (n. 1925)
- 24 settembre - Konstantyn Lerner, scacchista ucraino (n. 1959)
- 24 settembre - Stella Vecchio, partigiana, politica e sindacalista italiana (n. 1921)
- 25 settembre - Theyab Awana, calciatore emiratino (n. 1990)
- 25 settembre - Denis Cannan, drammaturgo e sceneggiatore britannico (n. 1919)
- 25 settembre - Julio Cozzi, calciatore argentino (n. 1922)
- 25 settembre - Dionigi Galletto, matematico italiano (n. 1932)
- 25 settembre - Wangari Maathai, ambientalista e attivista keniota (n. 1940)
- 26 settembre - Sergio Bonelli, fumettista e editore italiano (n. 1932)
- 26 settembre - Simonetta Colonna di Cesarò, nobile e stilista italiana (n. 1922)
- 26 settembre - Giovanni D'Urso, magistrato italiano (n. 1933)
- 26 settembre - David Zelag Goodman, sceneggiatore statunitense (n. 1930)
- 26 settembre - Robert Haillet, tennista francese (n. 1931)
- 26 settembre - Jerry Haynes, attore e conduttore televisivo statunitense (n. 1927)
- 26 settembre - Enzo Mirigliani, imprenditore e conduttore televisivo italiano (n. 1917)
- 26 settembre - Rubino Rubini, regista teatrale italiano (n. 1953)
- 27 settembre - Marcel Dries, calciatore belga (n. 1929)
- 27 settembre - Ida Fink, scrittrice polacca (n. 1921)
- 27 settembre - Wilson Greatbatch, ingegnere e inventore statunitense (n. 1919)
- 27 settembre - Jesús María Pereda, allenatore di calcio e calciatore spagnolo (n. 1938)
- 27 settembre - Joe Tofflemire, giocatore di football americano statunitense (n. 1965)
- 28 settembre - Walter Ballmer, grafico svizzero (n. 1923)
- 28 settembre - Claude Kirk, politico statunitense (n. 1926)
- 28 settembre - Alfredo Pieroni, giornalista e scrittore italiano (n. 1923)
- 29 settembre - Vittorio Centanaro, chitarrista e compositore italiano (n. 1929)
- 29 settembre - Hella Haasse, scrittrice olandese (n. 1918)
- 29 settembre - Tat'jana Lioznova, regista sovietica (n. 1924)
- 29 settembre - Vera Popkova, velocista sovietica (n. 1943)
- 29 settembre - Sylvia Robinson, cantante, produttrice discografica e imprenditrice statunitense (n. 1935)
- 30 settembre - Pilar Barril, tennista spagnola (n. 1931)
- 30 settembre - Mychajlo Forkaš, calciatore sovietico (n. 1948)
- 30 settembre - Alexander Grant, ballerino e direttore artistico neozelandese (n. 1925)
- 30 settembre - Marisa Mantovani, attrice e commediografa italiana (n. 1928)
- 30 settembre - Ralph Steinman, biologo canadese (n. 1943)
- 30 settembre - Anwar al-Awlaki, imam e terrorista statunitense (n. 1971)